# Verd
Verd este o localitate din comuna Vrhnika, Slovenia, cu o populație de 1.834 de locuitori.